# Sunny Harnett
Annemarie Margot Elfreda "Sunny" Harnett, född 1924 i Brooklyn, död i maj 1987, var en amerikansk fotomodell. Enligt Harper's Bazaar är hon en av de 26 främsta fotomodellerna genom tiderna. Under 1950-talet förekom Harnett ofta på omslaget till Vogue.